# Królowa Rówień

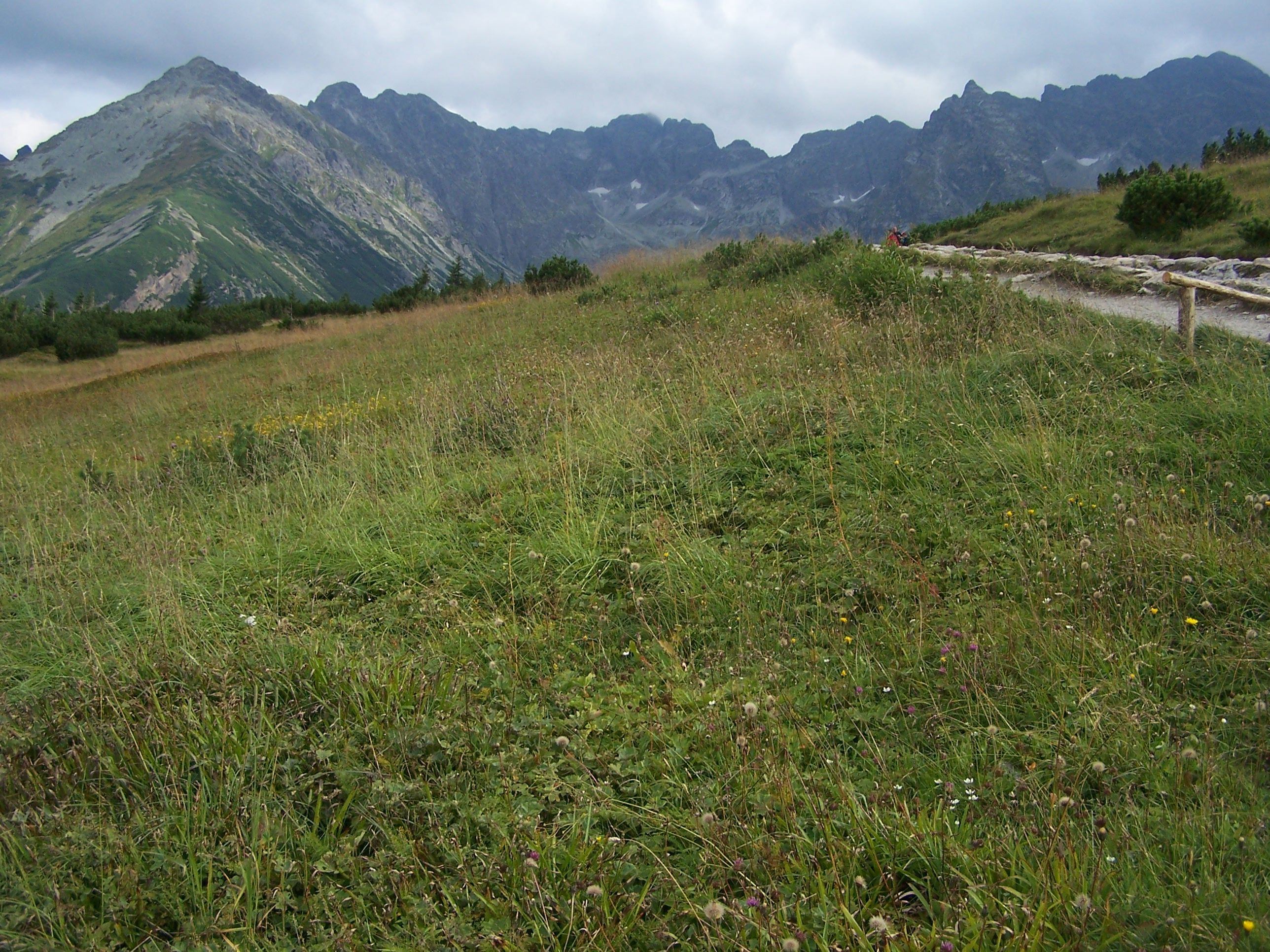
Królowa Rówień i panorama Tatr. Po lewej Żółta Turnia, kolejno w prawo Granaty, Kozi Wierch, Mały Kozi Wierch, Świnica

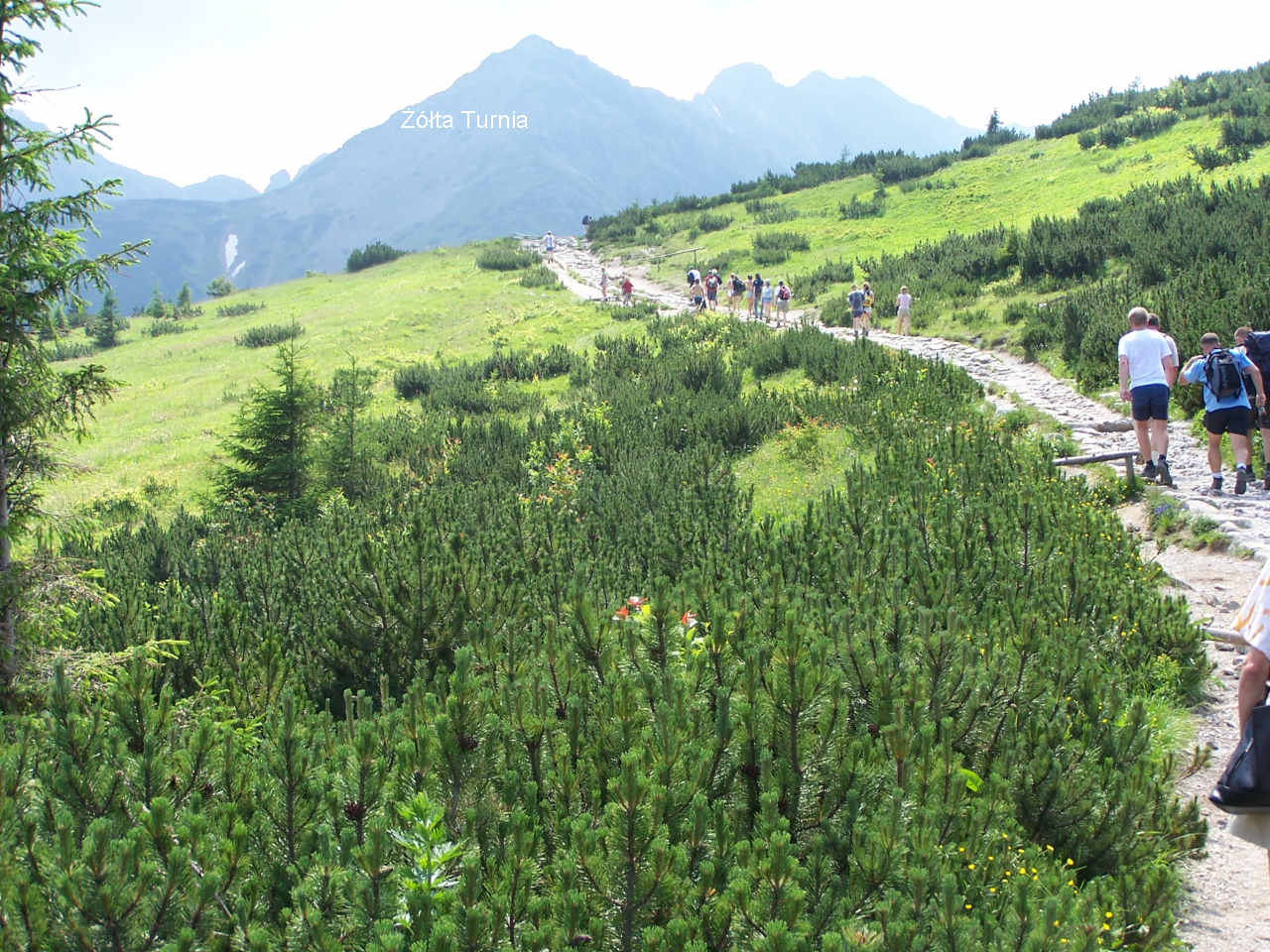
Królowa Rówień i panorama Tatr

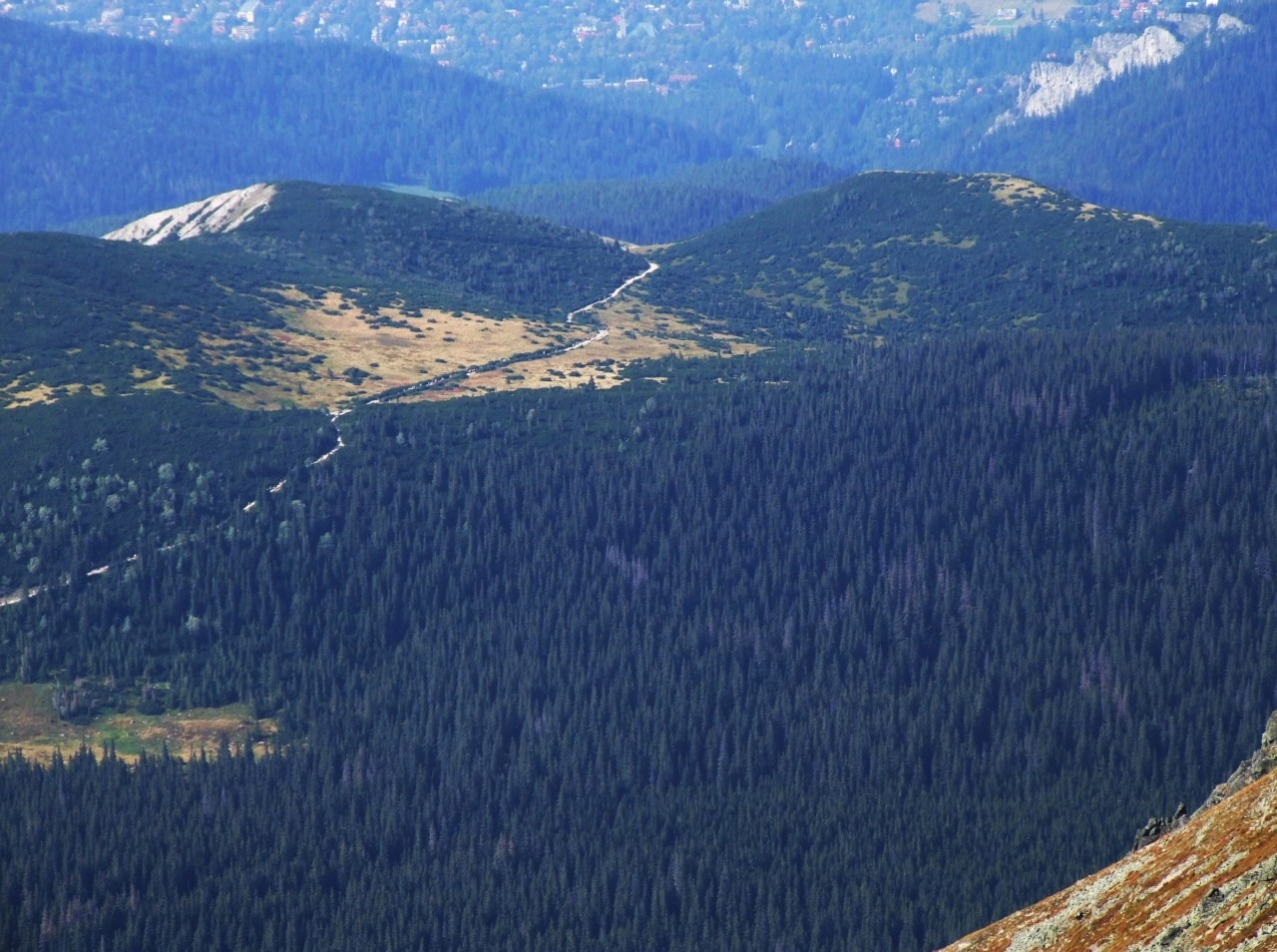
Widok z Orlej Perci

Królowa Rówień – dość rozległy i mniej więcej równy teren stanowiący górne piętro Doliny Olczyskiej w Tatrach Zachodnich, w miejscu, gdzie graniczy ona z Doliną Gąsienicową. Nazwa pochodzi od nazwiska dawnego właściciela. Królowa Rówień to obszar pomiędzy południowymi stokami Wielkiej Kopy Królowej, wschodnimi Małej Kopy Królowej i Kopy Magury oraz północno-zachodnimi Królowego Grzbietu. Znajduje się na średniej wysokości ok. 1500–1600 m n.p.m. W przeszłości były to tereny pasterskie, tzw. Hala Królowa. Obecnie teren jest w większości zarośnięty kosodrzewiną z domieszką wierzby śląskiej.
Na skraju równi znajdują się wielkie granitowe bloki skalne przywleczone w przeszłości przez lodowiec. Rówień zazwyczaj jest sucha, tzn. nie płynie nią żaden potok. Woda wsiąka bowiem w wapienne podłoże i płynie podziemnymi przepływami. W dolnej, wschodniej części zaczyna się łożysko Suchego Potoku Olczyskiego, który jednak prawie zawsze jest wyschnięty. Woda płynie nim tylko po dużych opadach.
Z Królowej Równi Wyżniej rozpościera się jeden z ładniejszych widoków w Tatrach. Jest zaskakująco rozległy. Franz Dénes pisał o nim: „stoimy nagle przed jednym z najwspanialszych widoków wysokogórskich w całych Tatrach”. Mimo łatwego (jak na tatrzańskie warunki) terenu zdarzały się tutaj przypadki śmierci wskutek zabłądzenia (zapewne we mgle lub w nocy).
Z rzadkich w Polsce gatunków roślin występuje podejźrzon rutolistny. Wzdłuż ścieżki turystycznej ciekawa roślinność tatrzańska, m.in. płożące się przy ziemi wierzba alpejska i żyłkowana, licznie kwitną tu (nawet na samej ścieżce) dzwonek wąskolistny, skalnica nakrapiana i inne.

## Szlaki turystyczne
– szlak niebieski z Kuźnic przez Boczań, Skupniów Upłaz i Przełęcz między Kopami do Murowańca. Czas przejścia: 2 h, ↓ 1:35 h

## Nartostrady
– Trasa Gąsienicowa z Kasprowego Wierchu przez górną część Równi Królowej, Dolinę Olczyską i Nosalową Przełęcz do Kuźnic.